# Liste der Biografien/Dorj
Liste der Biografien |
Portal Biografien |
Personensuche
# |
A |
B |
C |
D |
E |
F |
G |
H |
I |
J |
K |
L |
M |
N |
O |
P |
Q |
R |
S |
T |
U |
V |
W |
X |
Y |
Z |
?
 
Da |
Db |
Dc |
Dd |
De |
Dg |
Dh |
Di |
Dj |
Dk |
Dl |
Dm |
Dn |
Do |
Dq |
Dr |
Ds |
Du |
Dv |
Dw |
Dy |
Dz
 
Doa |
Dob |
Doc |
Dod |
Doe |
Dof |
Dog |
Doh |
Doi |
Doj |
Dok |
Dol |
Dom |
Don |
Doo |
Dop |
Doq |
Dor |
Dos |
Dot |
Dou |
Dov |
Dow |
Dox |
Doy |
Doz
 
Dora |
Dorb |
Dorc |
Dord |
Dore |
Dorf |
Dorg |
Dorh |
Dori |
Dorj |
Dork |
Dorl |
Dorm |
Dorn |
Doro |
Dorp |
Dorr |
Dors |
Dort |
Doru |
Dorv |
Dorw |
Dory |
Dorz
Die Liste der Biografien führt alle Personen auf, die in der deutschsprachigen Wikipedia einen Artikel haben. Dieses ist eine Teilliste mit 21 Einträgen von Personen, deren Namen mit den Buchstaben „Dorj“ beginnt.

## Dorj

### Dorja
- Dorjahn, Alfred Paul (1894–1986), US-amerikanischer klassischer Philologe
- Dorjai, Stanzin, indischer Dokumentarfilmer

### Dorje
- Dorje Lingpa (1346–1405), Tertön
- Dorje, Chencho (* 1998), französisch-bhutanischer Skirennläufer
- Dorje, Gyurme (1950–2020), schottischer Tibetologe
- Dorjee, Kesang Chuki (* 1976), bhutanische Politikerin

### Dorji
- Dorji, Damcho (* 1965), bhutanischer Politiker, Innen- und Kultusminister, Außenminister
- Dorji, Jigme Palden (1919–1964), bhutanischer Politiker
- Dorji, Kinzang (* 1951), bhutanischer Politiker
- Dorji, Mayeum (1897–1994), bhutanische Adlige, Designerin der Flagge Bhutans
- Dorji, Pawo Choyning (* 1983), bhutanischer Filmemacher und Fotograf
- Dorji, Pema (* 1985), bhutanischer Fußballspieler und -trainer
- Dorji, Sangay (* 1981), Politiker in Bhutan
- Dorji, Sonam Topgay (1896–1953), bhutanischer Politiker
- Dorji, Tashi (* 1923), bhutanische Prinzessin und Diplomatin
- Dorji, Tashi (* 1981), bhutanischer Politiker
- Dorji, Thinley (* 1950), bhutanischer Bogenschütze
- Dorji, Tshering (* 1993), bhutanischer Fußballspieler
- Dorji, Ugyen (1855–1916), bhutanischer Politiker
- Dorji, Wangay (* 1974), bhutanischer Fußballspieler

### Dorjs
- Dorjsuren, Munkhbayar (* 1969), deutsch-mongolische Sportschützin